# مايك دا فونتي
مايك دا فونتي (بالإنجليزية: Mike da Fonte)‏ هو لاعب كرة قدم برتغالي وأمريكي في مركز الدفاع، ولد في 18 أبريل 1991 في أوسينينغ في الولايات المتحدة. لعب مع اوكلاهوما سيتي أنرجي ونادي ساكارامينتو ريببلك ونيو يورك ريد بولز 2.

## وصلات خارجية
- مايك دا فونتي على موقع الدوري الأمريكي (الإنجليزية)
- مايك دا فونتي على موقع قاعدة بيانات كرة القدم.إي يو (الإنجليزية)
- مايك دا فونتي على موقع Soccerbase.com (لاعب) (الإنجليزية)
- مايك دا فونتي على موقع Soccerway.com (الإنجليزية)
- مايك دا فونتي على موقع عالم كرة القدم.نت (الإنجليزية)